# Ray Nazarro
Raymond „Ray“ Alfred Nazarro (* 25. September 1902 in Boston, Massachusetts; † 8. September 1986 in Los Angeles, Kalifornien) war ein US-amerikanischer Filmregisseur, Drehbuchautor und Filmproduzent, der einmal für den Oscar für die beste Originalgeschichte nominiert war.

## Leben
Nazarro, der zu Beginn seiner Karriere in der Filmwirtschaft Hollywoods auch unter dem Spitznamen „Nat“ Nazarro arbeitete, war seit 1929 zunächst Regisseur von Kurzfilmen und begann einige Jahre später auch seine Arbeit als Regieassistent und Drehbuchautor. Als Regisseur und Regieassistent arbeitete er anfangs bei mehreren Low-Budget-Filmproduktionen von Filmproduktionsgesellschaften der sogenannten „Poverty Row“ mit, also kleineren und kleinsten Filmstudios, ehe er nach 1945 etliche Jahre als Regisseur bei Western-Produktionen der Columbia Pictures tätig war. Als Regisseur, Regieassistent und Drehbuchautor wirkte er an der Produktion von mehr als 110 Filmen und Fernsehserien mit.
Bei der Oscarverleihung 1952 war Nazarro gemeinsam mit Budd Boetticher für den Oscar für die beste Originalgeschichte nominiert, und zwar für das romantische Filmdrama Bullfighter and the Lady (1951) von Budd Boetticher mit Robert Stack, Joy Page und Gilbert Roland.
Er produzierte zwischen 1955 und 1956 auch einige Episoden der Fernsehserie Fury und führte zwischen 1955 und 1960 bei 23 Folgen Regie.

## Filmografie (Auswahl)
D = Drehbuch, RA = Regieassistent, o.A. = Regisseur
- 1929: In and Out (Kurzfilm)
- 1930: Darktown Follies (Kurzfilm, D)
- 1934: Ein feiner Herr (Jimmy the Gent, Originalstory)
- 1934: Sing Sing Nights (RA)
- 1944: Two–Man Submarine (RA)
- 1946: Galloping Thunder
- 1947: Over The Santa Fé Trail
- 1948: Opium (To the Ends of the Earth, Regisseur Second Unit)
- 1948: West of Sonora
- 1949: Laramie
- 1950: David Harding, Counter Spy
- 1951: Bullfighter and the Lady (D)
- 1951: The Kid from Amarillo
- 1952: Teufel der weißen Berge (Indian Uprising)
- 1952: Zwei räumen auf (Cripple Creek)
- 1953: Kansas Pazifik (Kansas Pacific)
- 1953: Banditen von Korsika (The Bandits of Corsica)
- 1953: Überfall in Texas (Gun Belt)
- 1954: Karawane westwärts (Southwest Passage)
- 1954: Drei bissen ins Gras (The Lone Gun)
- 1955: Unbesiegt (Top Gun)
- 1955–1960: Fury (Fernsehserie, teilweise auch D)
- 1957: Flucht vor dem Galgen (The Hired Gun)
- 1957: Einer gegen fünf (Domino Kid)
- 1959: Mike Hammer (Fernsehserie)
- 1964: Einer frißt den anderen